# Broughtonia
Genre
Classification phylogénétique
Broughtonia est un genre de la famille des Orchidaceae.

## Synonymes
- Laeliopsis Lindl. 1853
- Cattleyopsis Lem. 1854

## Répartition
Grandes Antilles.

## Liste partielle d'espèces
- Broughtonia cubensis (Lindl.) Cogn. 1910
- Broughtonia domingensis (Lindl.) Rolfe 1889
- Broughtonia lindenii (Lindl.) Dressler 1966
- Broughtonia negrilensis Fowlie 1961
- Broughtonia ortgiesiana (Rchb.f). Dressler 1966
- Broughtonia sanguinea (Sw.) R.Br. 1813